# Учителька (фільм)
«Учи́телька» (італ. L'insegnante) — італійська еротична комедія режисера Нандо Чічеро.
Прем'єра відбулась 11 липня 1975 року.

## Сюжет
Франко Моттола, син державного чиновника Фефе Моттоли, не може здати екзамен з грецької мови для того, щоб його перевели до наступного класу. Учитель фізкультури ла Роса тисне на директора школи Маргару, місцевого корупціонера, і хоче розповісти про нього поліції та залишити Франко на наступний рік. Маргара пропонує найняти для Франко учительку для приватних уроків, яка підтягне хлопця з літератури. Учителька Джованна Пагаус водночас є нареченою ла Роси і той також хоче, щоб Джованна вела приватні уроки і підзаробила грошей для майбутнього весілля. Франко закохується у свою учительку, дурить її усілякими способами задля того, щоб отримати від неї кохання.

## Актори
| Актор                    | Роль               |
| ------------------------ | ------------------ |
| Едвіж Фенек              | Джованна Пагаус    |
| Вітторіо Капріолі        | Фефе Моттола       |
| Альфредо Пеа             | Франко Моттола     |
| Маріо Каротенуто         | Маргара            |
| Карло Делле П'яне        | професор Калі      |
| Стефано Амато            | ла Роса            |
| Альваро Віталі           | Татуццо            |
| Енцо Каннавале           | Пеппіно            |
| Джанфранко д'Анджело     | професор Пунтільйо |
| Франческа Романа Колуцці | Амалія Моттола     |

## Знімальна група
Режисер — Нандо Чічеро.
Продюсер — Лучіано Мартіно.
Сценаристи — Тіто Карпі, Франческо Міліція.
Оператор — Джанкарло Феррандо.
Композитор — Гуїдо де Анджеліс, Мауріціо де Анджеліс, П'єро Уміліані.
Монтаж — Данієле Алабізо, Джино Джузеппе.